# Heinrich Plock
Heinrich Plock (* 22. Juni 1937 in Bremen; † 17. Januar 2022) war ein deutscher römisch-katholischer Geistlicher und Domkapitular.

## Leben
Nach der Priesterweihe am 2. Februar 1963 in Osnabrück war er Vikar in der Christus-König-Kirche in Osnabrück. 1975 wurde er an der Universität Münster promoviert. Er war Regens am Bischöflichen Priesterseminar sowie als Ökumenereferent und Liturgiebeauftragter des Bistums. 1990 wurde er ins Osnabrücker Domkapitel berufen (Domdechant 2004 bis zur Emeritierung 2012). Er starb im Januar 2022 bei einem Autounfall.

## Schriften (Auswahl)
- mit Manfred Probst und Klemens Richter: Hoffen auf den Herrn. Die Hilfe der Kirche im Angesicht des Todes. Essen 1973, ISBN 3-87177-061-2.
- Feier der Versöhnung und des göttlichen Lebens. Zur Theologie der Liturgie und ihrer heilsgeschichtlichen Begründung im Systemdenken Franz Anton Staudenmaiers . Münster 1978, ISBN 3-402-03846-3.
- mit Manfred Probst und Klemens Richter: Die kirchliche Trauung. Werkbuch für die pastoralliturgische Praxis. Freiburg im Breisgau 1986, ISBN 3-451-17692-0.
- mit Manfred Probst und Klemens Richter: Hausgottesdienste mit Kranken. Eine Handreichung für Priester, Diakone und Kommunionhelfer. Freiburg im Breisgau 1991, ISBN 3-451-17688-2.